# 普拉特縣 (內布拉斯加州)
普拉特县（英語：Platte County）是美國內布拉斯加州東部的一個縣。面積1,785平方公里。根據美國2000年人口普查，共有人口31,662人。縣治哥倫布（Columbus）。
成立於1855年，以在南界流過的普拉特河命名。